# Eritema nodós
L'eritema nodós (EN) és un trastorn inflamatori caracteritzat per la inflamació de les cèl·lules grasses sota la pell, donant lloc a nòduls vermells que solen observar-se a la cara anterior de les cames. Pot ser causada per una varietat de malalties, i normalment es resol espontàniament en 30 dies. És freqüent en joves d'entre 12 i 20 anys.

## Causes
L'EN s'associa a una gran varietat de malalties.

### Idiopàtica
Al voltant del 30-50% dels casos d'EN són idiopàtics (de causa desconeguda).

### Infecció
Les infeccions associades amb EN inclouen:
- Infecció per estreptococ que, en nens, és, amb diferència, el desencadenant més comú[5]
- Infecció primària de tuberculosi
- Mycoplasma pneumoniae
- Histoplasma capsulatum
- Yersinia
- Limfogranuloma veneri (LGV), causat pel bacteri Chlamydia trachomatis
- Virus d'Epstein-Barr
- Coccidioides immitis (coccidioidomicosi)
- Malaltia per esgarrapada de gat

### Trastorns autoimmunitaris
Els trastorns autoimmunitaris associats a l'EN inclouen:
- Malaltia inflamatòria intestinal (MII): al voltant del 15% dels pacients desenvolupen eritema nodós.[7]
- malaltia de Behçet
- Sarcoïdosi

### Embaràs
L'embaràs pot estar associat amb EN.

### Medicaments
Els medicaments associats a l'EN inclouen:
- Omeprazole
- Sulfonamides
- Penicil·lines
- Bromurs
- Vacunació contra l'hepatitis B[9]

### Càncer
Els càncers associats a l'EN inclouen:
- Limfoma no hodgkinià (LNH)
- Tumors carcinoides
- Càncer de pàncrees

L'EN també pot ser degut a una producció excessiva d'anticossos en la lepra lepromatosa que condueix a la deposició de complexos immunitaris.
Hi ha una associació amb l'antigen d'histocompatibilitat HLA-B27, que està present en el 65% dels pacients amb eritema nodós.

## Diagnòstic
L'eritema nodós es diagnostica clínicament. Es pot fer una biòpsia i examinar-se microscòpicament per confirmar un diagnòstic incert.
S'ha de realitzar una avaluació addicional per determinar la causa subjacent de l'eritema nodós. Això pot incloure un hemograma, velocitat de sedimentació globular (VSG), títol d'antiestreptolisina-O i cultiu de gola, anàlisi d'orina, prova de Mantoux i un radiografia de tòrax.

## Tractament
L'eritema nodós s'autolimita i normalment es resol en 3-6 setmanes. Existeix una forma recurrent i, en els nens, s'atribueix a infeccions repetides per estreptococ. El tractament s'ha de centrar en la causa subjacent. Els símptomes es poden tractar amb repòs al llit, elevació de les cames, embenats compressius, apòsits humits i agents antiinflamatoris no esteroidals (AINE). Els AINE solen ser més efectius a l'inici de l'EN que amb la malaltia crònica.
El iodur de potassi es pot utilitzar per a lesions persistents la causa de les quals encara es desconeix. Els glucocorticoides i la colquicina es poden utilitzar en casos refractaris greus.